# En la Dimensión Latina
En la Dimensión Latina es el cuarto álbum de la agrupación venezolana Dimensión Latina. Fue editado en 1974 por la disquera Top Hits en formato larga duración de vinilo a 33⅓ RPM. Fue el primer disco de la banda con dos vocalistas, Oscar D'León y Wladimir Lozano. El tema "La Piragua" interpretada por el bolerista Wladimir se convirtió en una canción permanente en el repertorio de la orquesta, también En el año 74 la compañía TOP HITS publicó un recopilatorio titulado 12X6. Vol. 2 en donde se publicaron 2 temas de la agrupación uno inédito titulado "La Luz" nunca antes publicado en ningún larga duración y "Maria Espejo" de la producción "Triunfadores"

## Canciones
Lado A
1. Vuelta y vuelta (Cesar Augusto Anuel Morales) Cantan: Oscar y Wladimir
2. Nadie más que tú (Rafael Hernández) Cantan: Oscar y Wladimir
3. El malo (Óscar D’León) Canta: Oscar
4. El gordito de oro (Óscar D’León, Víctor Mendoza, C. Vidal) Canta: Oscar
5. La indigestión (Óscar D’León) Canta: Óscar
6. Madre rumba (Humberto Jauma) Canta: Óscar.

Lado B
1. La piragüa (José Barros) Canta: Wladimir
2. Todo de mí (Jair Amorim. Vers. Manolo Silva) Canta: Wladimir
3. Cara de guabina (J.Geirnar) Canta: Óscar
4. Calypso en steel band (D.D) Canta: Óscar
5. Combinación latina N.º 2: Aunque me cueste la vida (Luis Kalaf), Ven (Manuel Sánchez Díaz), Chipi-Chipi (Gabriel Rodríguez) Canta: Óscar.

## Créditos (alfabético)
Músicos
- César Monje: 1.er Trombón
- Elio Pacheco: Tumbadoras
- Jesús Narváez: Piano
- José Antonio Rojas: 2.º Trombón
  - Oscar D’León: Bajo y voz
- Wladimir Lozano: Voz
- Joseito Rodríguez.Timbal y Bongo
- Arte de portada: Víctor Mendoza
- Foto: Oswaldo Silva
- Grabado en los Estudios de La Discoteca C.A.
- Producción: Víctor Mendoza
- Técnico De sonido: Armando Benavides

- Datos: Q5832047